# فررن
شهر فررندر ایالت نیدرزاکسن در کشور آلمان واقع شده‌است.